# J. Patrick Work

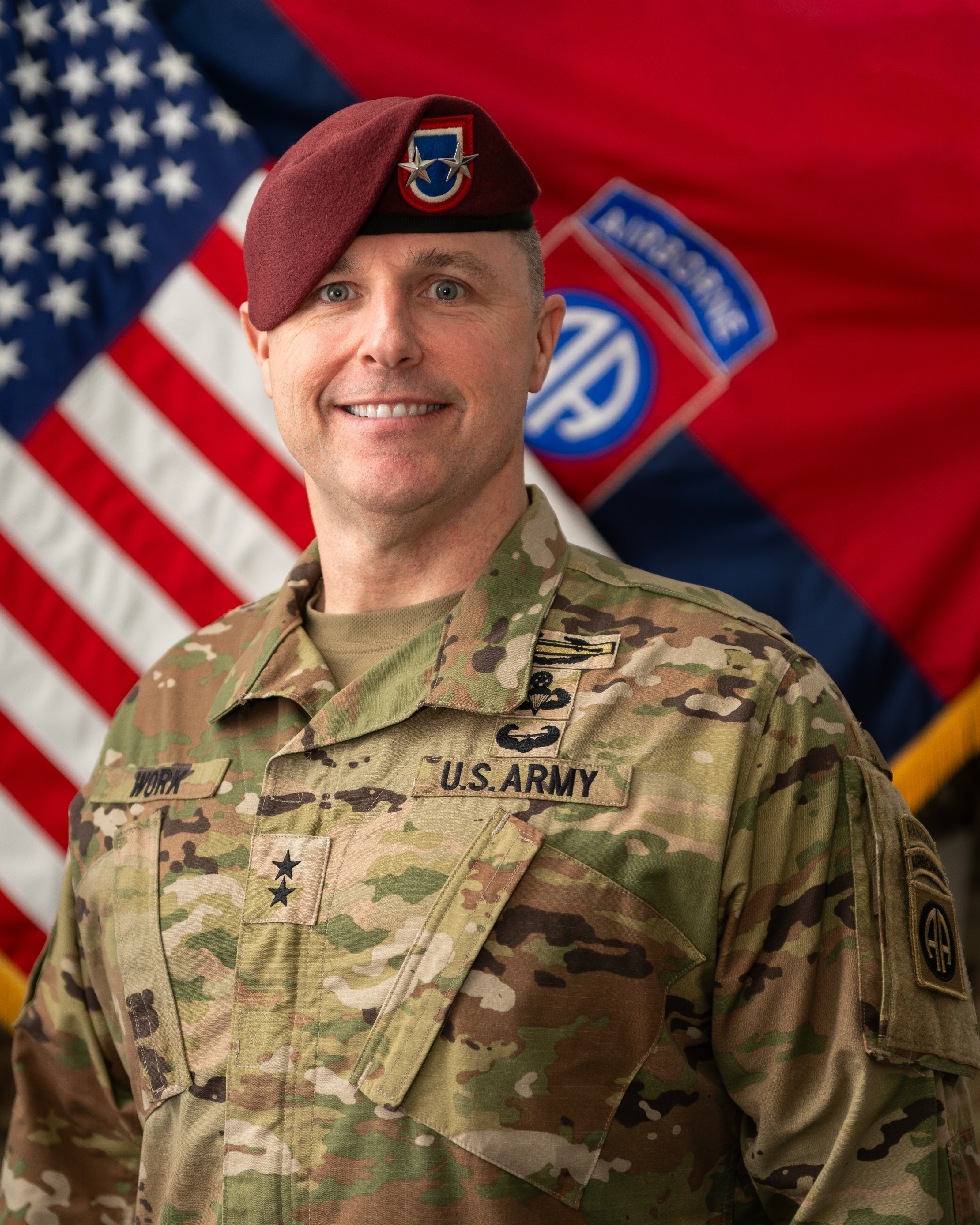
J. Patrick Work

James Patrick Work (* um 1970) ist ein Generalmajor der United States Army. Zurzeit (Mai 2024) kommandiert er die 82. Luftlandedivision.
In den Jahren 1991 bis 1995 durchlief Work die United States Military Academy in West Point. Nach seiner Graduation wurde er als Leutnant in das Offizierskorps des US-Heeres aufgenommen. In der Armee durchlief er anschließend alle Offiziersränge vom Leutnant bis zum Zwei-Sterne-General.
Im Lauf seiner militärischen Karriere absolvierte Work verschiedene Kurse und Schulungen. Dazu gehörten unter anderem das Marine Corps War College. Außerdem erhielt er einen akademischen Grad von der Georgetown University.
In seinen jüngeren Jahren absolvierte er den für Offiziere in den niederen Rangstufen üblichen Dienst in unterschiedlichen Einheiten und Standorten. Dazu gehörten auch Aufgaben als Stabsoffizier in verschiedenen Hauptquartieren. Im weiteren Verlauf kommandierte er Einheiten auf diversen Ebenen. Er war Kompanieführer im 75. Rangerregiment, Bataillonskommandeur im 187. Infanterieregiment und Brigadekommandeur in der 82. Luftlandedivision. Letzteres Kommando übernahm er am 17. Juni 2016 im Rang eines Obersts als Nachfolger von Oberst Joseph Ryan. Diese Brigade war in Fort Bragg stationiert. Teile der Brigade waren im Rahmen der Operation Inherent Resolve im Irak eingesetzt.
Nach zwischenzeitlich anderen Verwendungen wurde James Work im Juni 2020 zum Stab der ebenfalls in Fort Bragg (Fort Liberty) stationierten 82. Luftlandedivision versetzt, wo er die Leitung der Stabsabteilung für Logistik und Nachschub (G4) übernahm. Dieses Amt bekleidete er bis zum April 2021. In diese Zeit fiel am 2. Januar 2021 seine Beförderung zum Brigadegeneral. Als Nächstes wurde er zum Stab des Heeresministeriums in Washington, D.C. versetzt, wo er Abteilungsleiter (Director, Operations, Readiness and Mobilization) in dessen kombinierter Stabsabteilung G3/5/7 war. Diese Aufgabe nahm er bis zum August 2023 wahr. Danach verblieb er bis zum November 2023 in anderer Funktion (Special Assistant to the Deputy Chief of Staff, G-3/5/7) im Stab des Heeresministeriums.
Im November 2023 übernahm James Work, ab Dezember 2023 im Rang eines Generalmajors, als Nachfolger von Christopher LaNeve das Kommando über die 82. Luftlandedivision. Dieses Amt übt er bis heute (Mai 2024) aus. Das Hauptquartier der Division befindet sich in Fort Liberty (vormals Fort Bragg). Zwischenzeitlich waren Teile der Division im Rahmen der Operation Atlantic Resolve in Rumänien eingesetzt.